# Krešimir III di Croazia
Krešimir III (in latino Cressimirus; fl. XI secolo) è stato re di Croazia dal 1000 al 1030, membro della dinastia dei Trpimirović. Era il secondogenito di Stjepan Držislav.

## Regno
Dopo che Dirzislao di Croazia morì nel 997, il fratello di Cressimiro III, Svetoslav Suronja, ereditò il titolo del padre Dirzislao e il regno di Croazia. Cressimiro III allora, con il fratello Goislavo si ribellò a Svetoslav Suronja. Dal momento che il re croato era alleato dell'imperatore bizantino contro l'Impero bulgaro i due rivoltosi chiesero l'aiuto del sovrano bulgaro. Di conseguenza l'esercito bulgaro invase la Dalmazia e la Bosnia nel 998, sotto il comando di Samuele di Bulgaria. Finite le operazioni militari, Samuele diede i territori sottratti a Svetoslav Suronja, a Goislavo e Cressimiro III. Durante gli ultimi due anni della guerra civile croata fomentata dai due fratelli ribelli (999-1000), essi sconfissero infine Svetoslav Suronja che si rifugiò in esilio prima a Venezia, nel 1000, e poi in Ungheria. In risposta a Goislavo e Cressimiro il Doge di Venezia Pietro II Orseolo attaccò ed invase con successo la Dalmazia.
Cressimiro III e Goislavo continuarono invano ad attaccare i possedimenti veneziani di Dalmazia finché la pace fu ristabilita grazie all'imperatore bizantino Basilio II il quale, sconfitto l'impero di Bulgaria, riconobbe Goislavo e Cressimiro quali sovrani di Croazia, vassalli di Bisanzio.

## La morte di Goislavo e la fine del Regno
La stabilità raggiunta in quegli anni fini quando Cressimiro uccise Goislavo, nel 1020. Questo avvenimento destò il clamore della chiesa locale e il papa mandò in Croazia un ispettore di nome Mainardo per investigare sulla morte di Goislavo. Solo dopo che Cressimiro III giurò, insieme a dodici župan croati, di non aver ucciso il fratello il messo papale gli confermò il diritto di tenere il trono.
Sfruttando però l'ostilità papale nei confronti nel sovrano croato, Venezia, Bisanzio e l'Ungheria sostennero l'invasione della Slavonia nel 1027 ad opera di Stjepan Svetoslavić, già esiliato a Venezia ed ora in Ungheria, che conquistò la pianura della Drava e divenne il comandante del Banato di Slavonia sotto la dinastia degli Svetoslavić. Questo territorio era solo formalmente parte della Croazia ma in realtà era sotto il controllo politico dell'Ungheria. 